# Azalea Park
Azalea Park es un lugar designado por el censo ubicado en el condado de Orange en el estado estadounidense de Florida. En el Censo de 2010 tenía una población de 12.556 habitantes y una densidad poblacional de 1.510,72 personas por km².

## Geografía
Azalea Park se encuentra ubicado en las coordenadas 28°33′17″N 81°17′59″O / 28.55472, -81.29972. Según la Oficina del Censo de los Estados Unidos, Azalea Park tiene una superficie total de 8.31 km², de la cual 8.23 km² corresponden a tierra firme y (1%) 0.08 km² es agua.

## Demografía
Según el censo de 2010, había 12.556 personas residiendo en Azalea Park. La densidad de población era de 1.510,72 hab./km². De los 12.556 habitantes, Azalea Park estaba compuesto por el 67.39% blancos, el 10.31% eran afroamericanos, el 0.38% eran amerindios, el 3.72% eran asiáticos, el 0.08% eran isleños del Pacífico, el 13.93% eran de otras razas y el 4.19% pertenecían a dos o más razas. Del total de la población el 59.04% eran hispanos o latinos de cualquier raza.